# Dolmen von Kerhuen

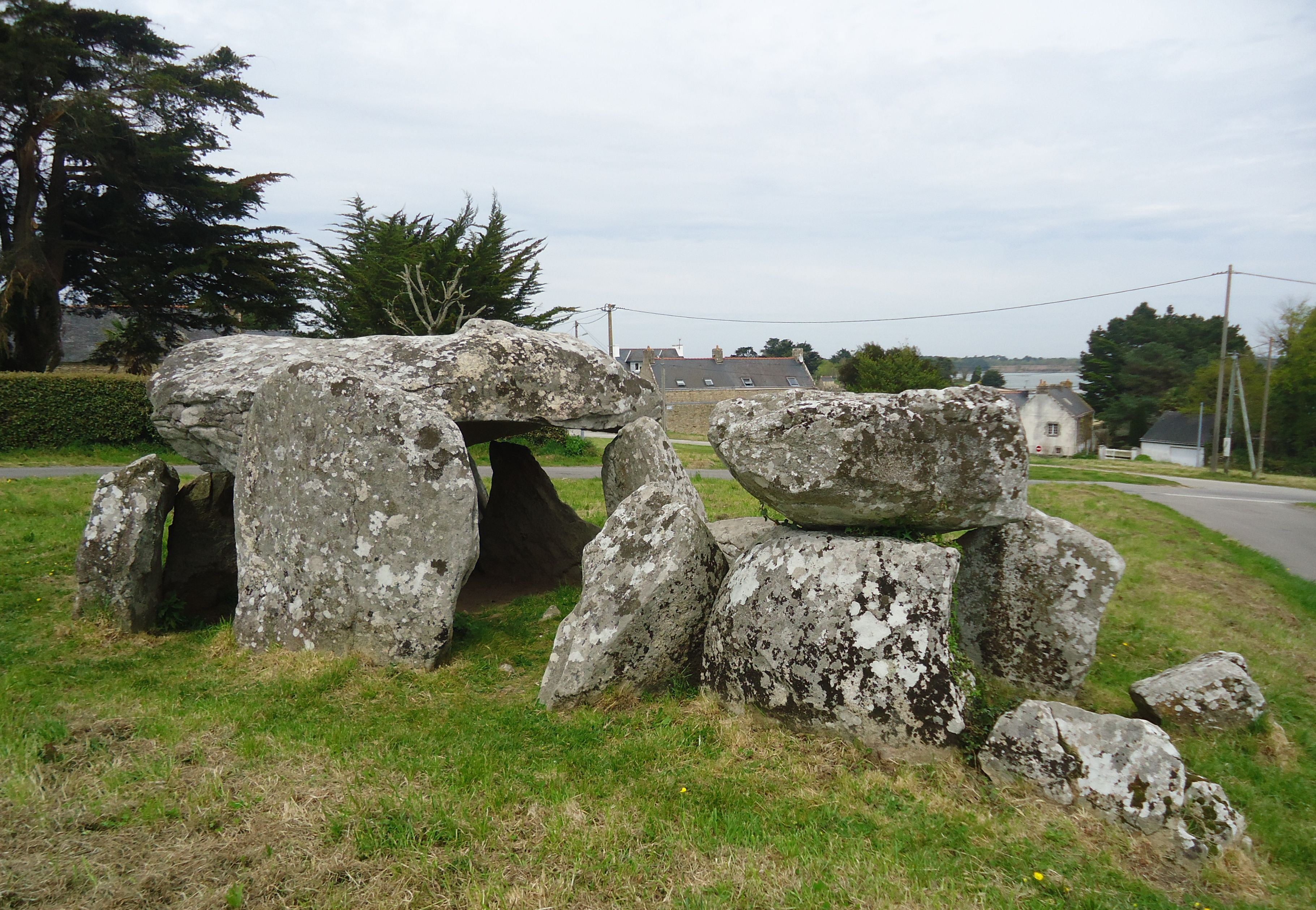
Dolmen von Kerhuen

Die Dolmen von Kerhuen (auch Er Mané genannt) liegen in Belz, nahe der Mündung des Étel im Département Morbihan in der Bretagne in Frankreich. Es sind die Reste zweier Gangdolmen (französisch Dolmen à couloir). Dolmen ist in Frankreich der Oberbegriff für Megalithanlagen aller Art (siehe: Französische Nomenklatur).

## Beschreibung
Der Dolmen 1 ist ein Dolmen mit niedrigem Gang und einer ovalen Kammer von etwa 4,0 × 3,0 Metern. Der Deckstein liegt auf mehreren der acht Tragsteine, ist aber verrutscht. Die Überreste des Ganges mit einem erhaltenen Deckstein sind etwa 3,0 Meter lang. Eine Straße hat die Megalithanlage, die länger gewesen sein könnte, zerschnitten.
Nur 40 Meter südlich des Dolmen 1 liegen unter einer großen Eiche die Reste der anderen Kammer. Sie war vermutlich ähnlich der nördlichen, hat aber keine Decksteine, und die Überreste sind nur ein Oval aus Blöcken mit ein paar Gangsteinen.
Vor weniger als hundert Jahren lagen hier noch die Überreste zweier weiterer Dolmen, die völlig zerstört sind.
In der Nähe liegt der Dolmen du Moulin des Oies.

Dolmen 1 von Kerhuen – auch Est
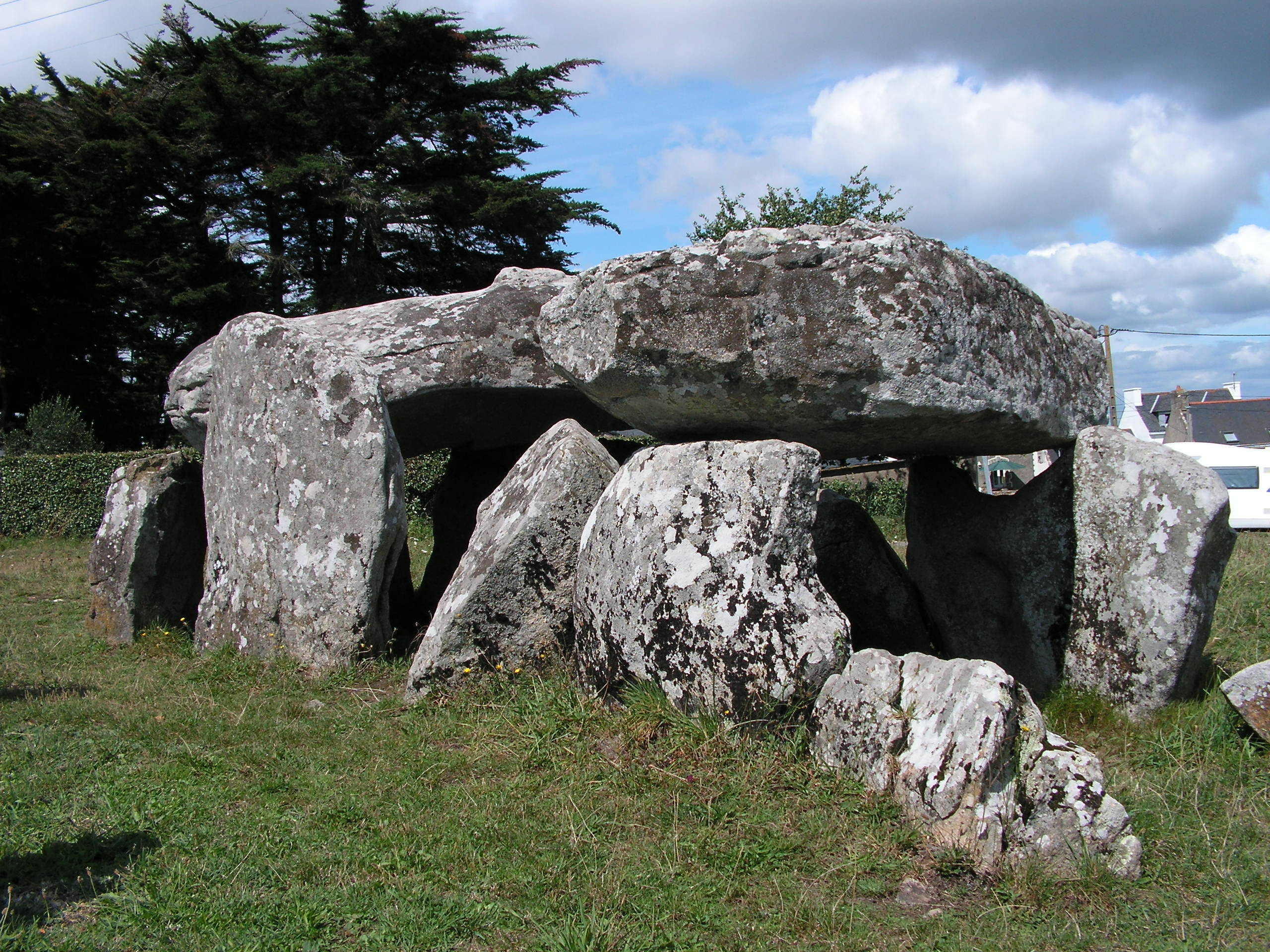
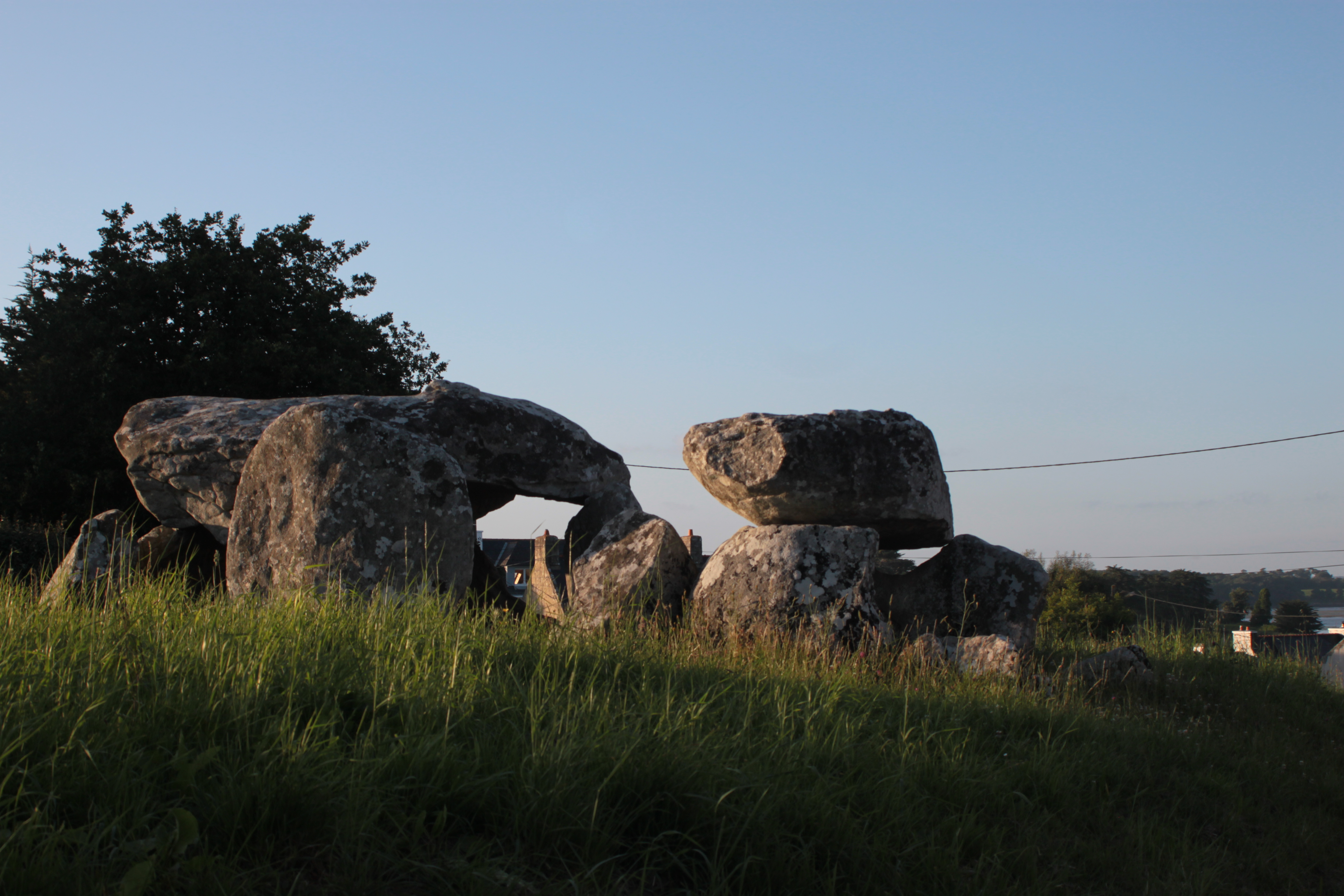
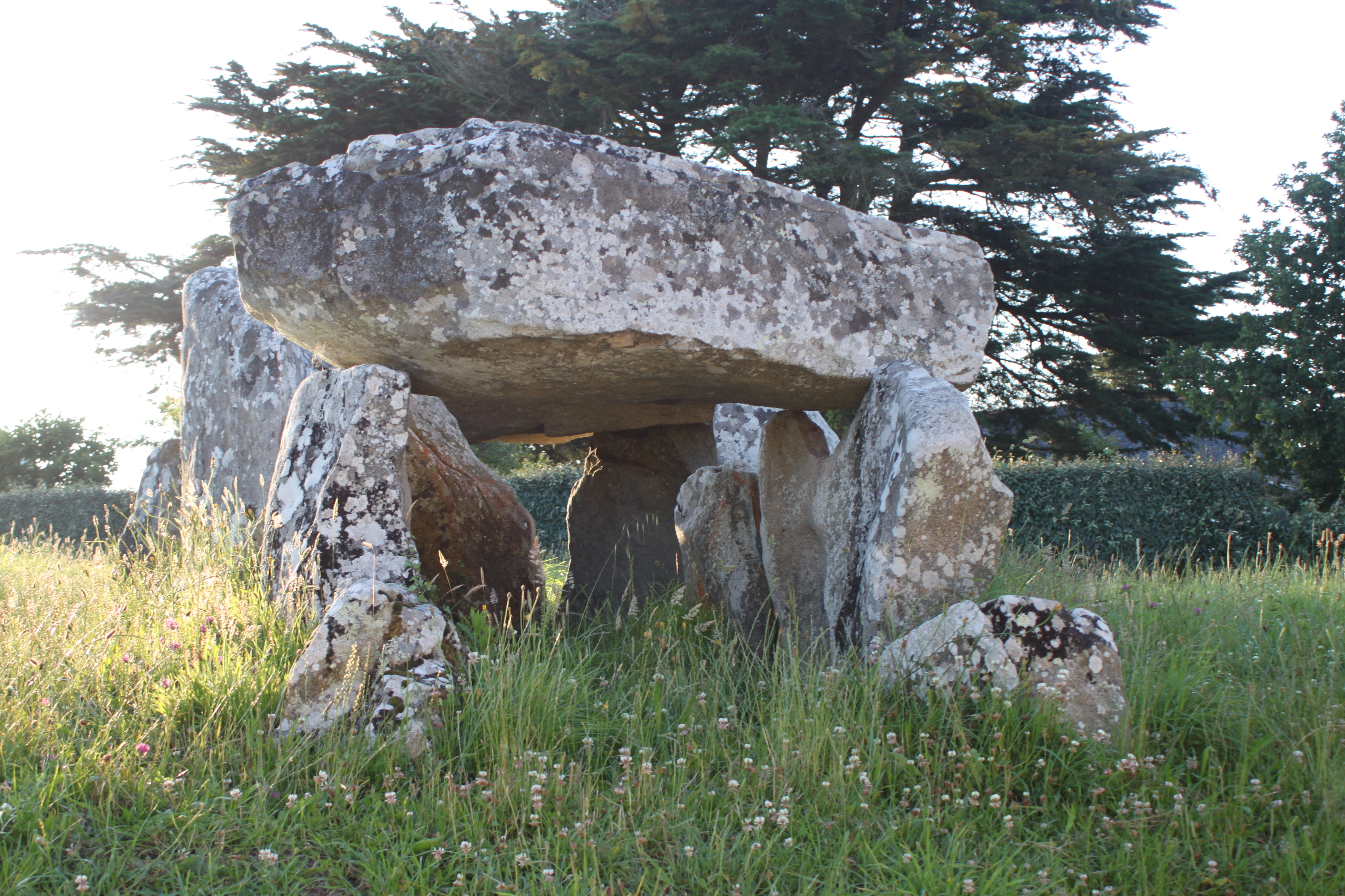
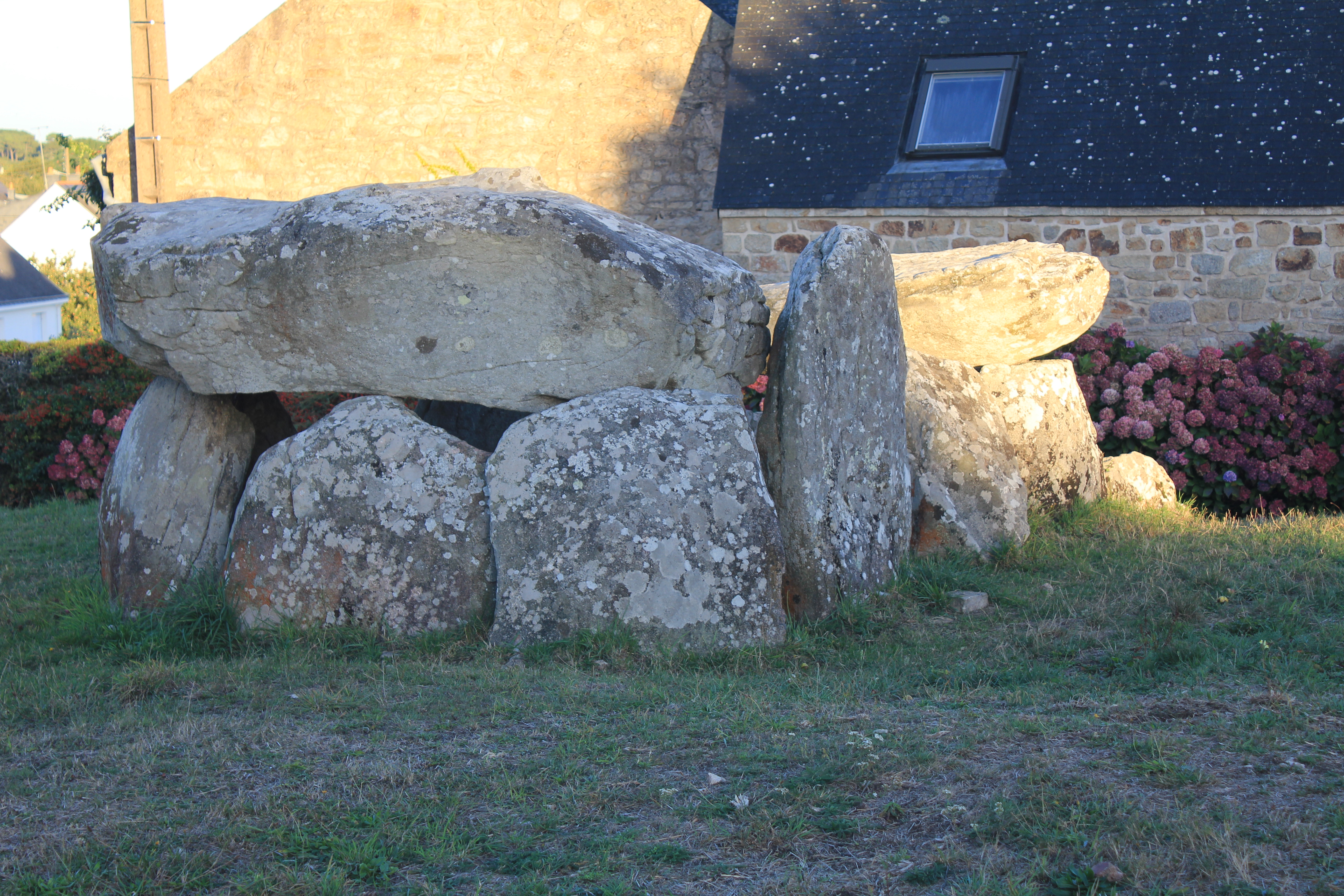

Dolmen 2 von Kerhuen – auch Quest
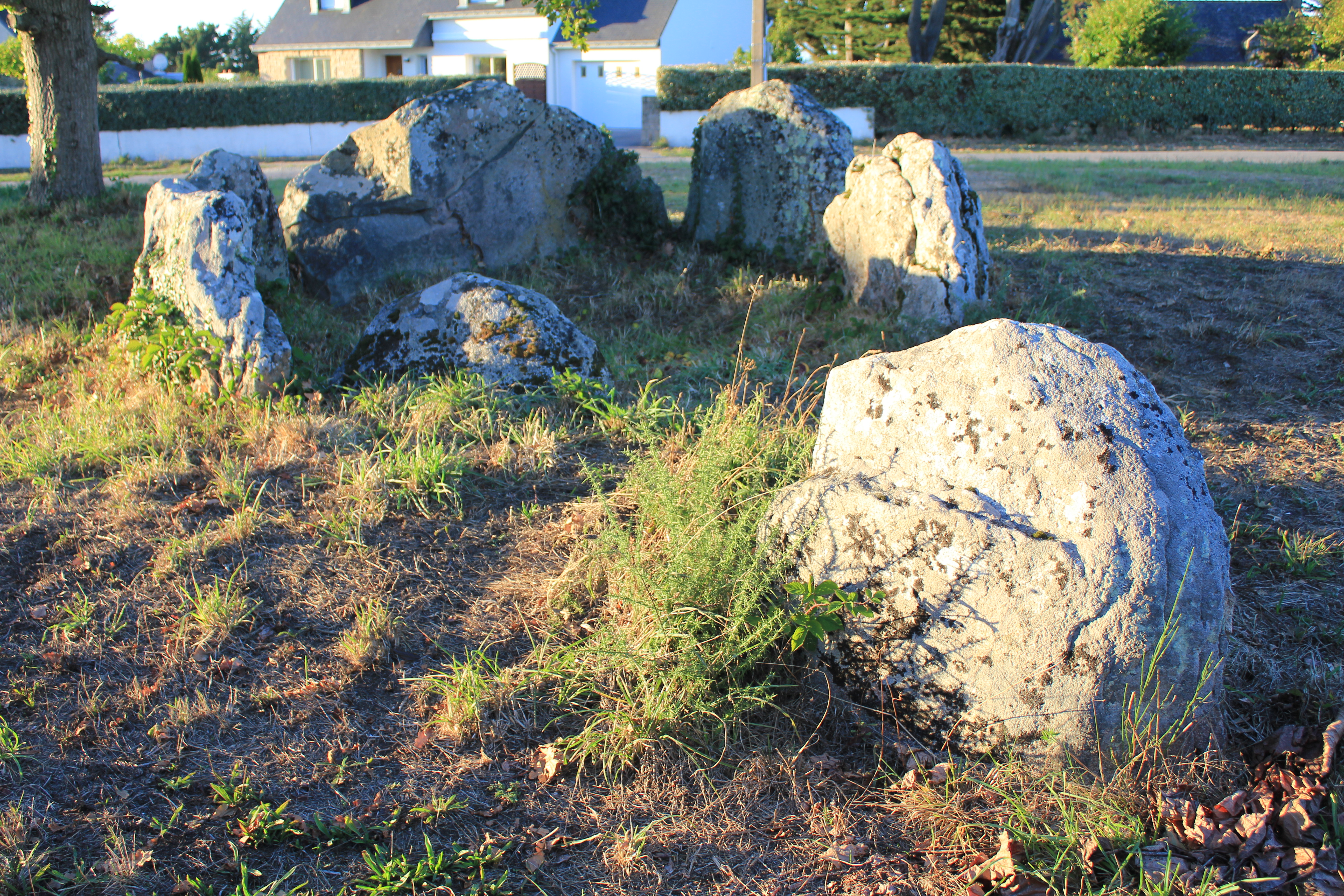
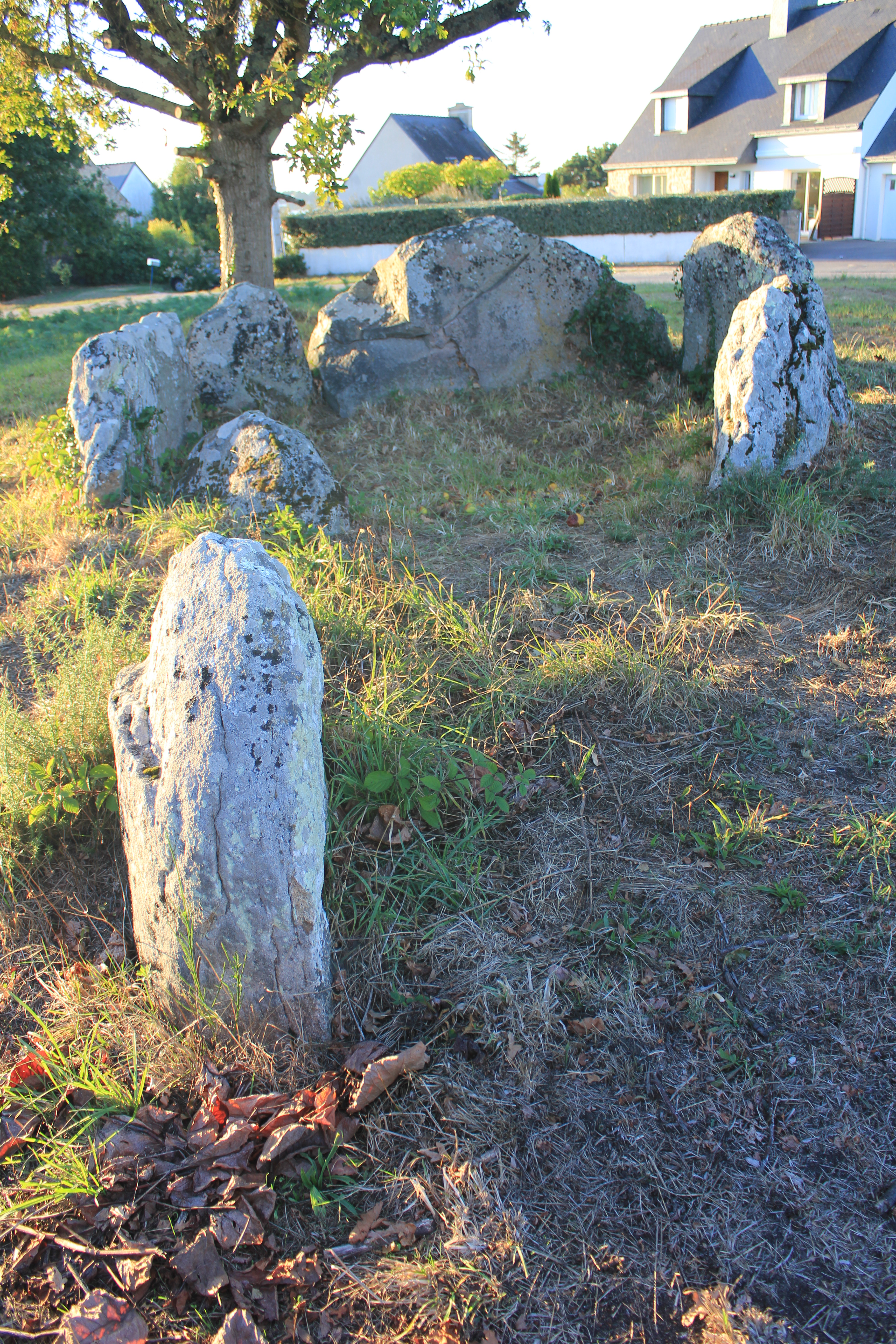
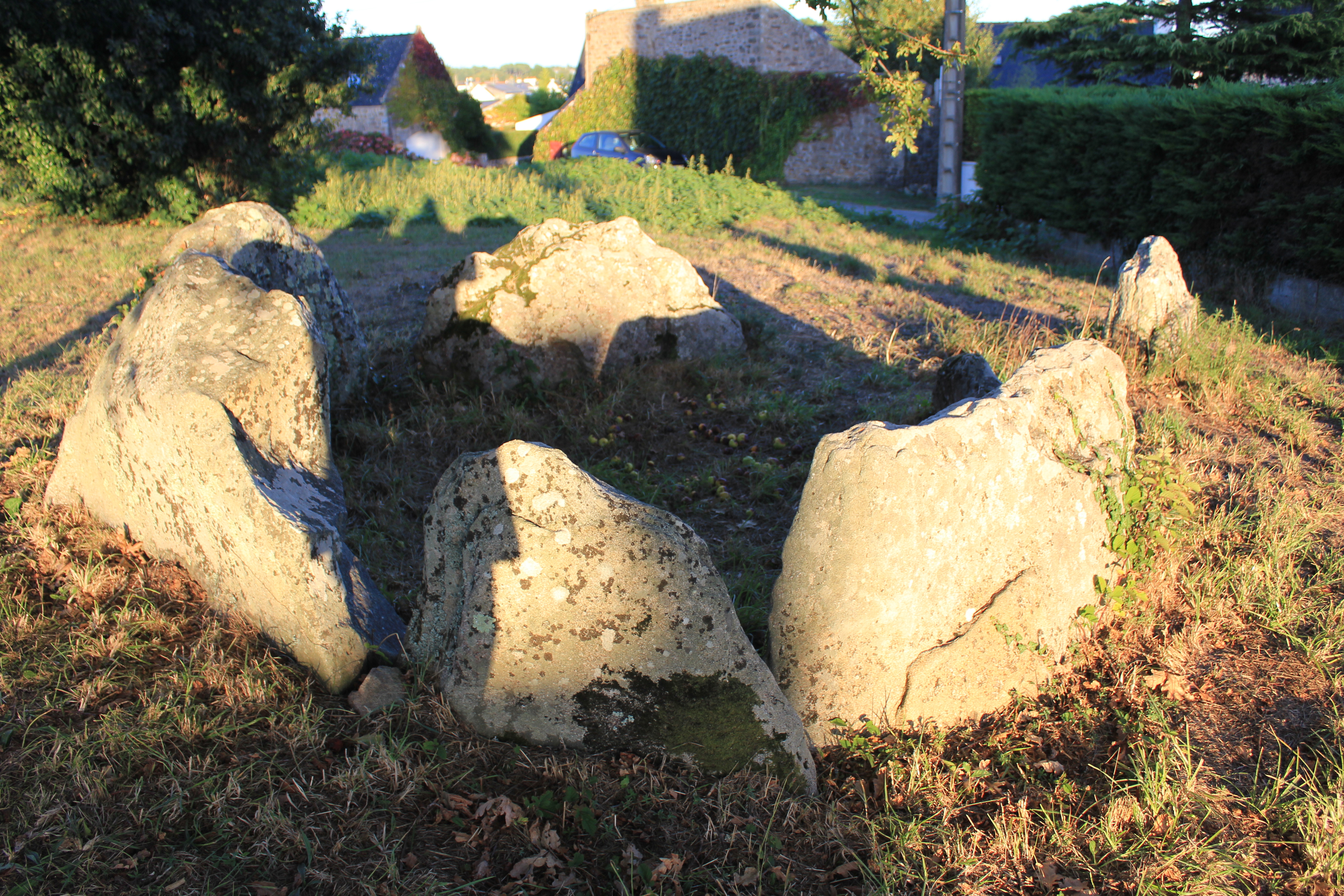